# 槇尾道

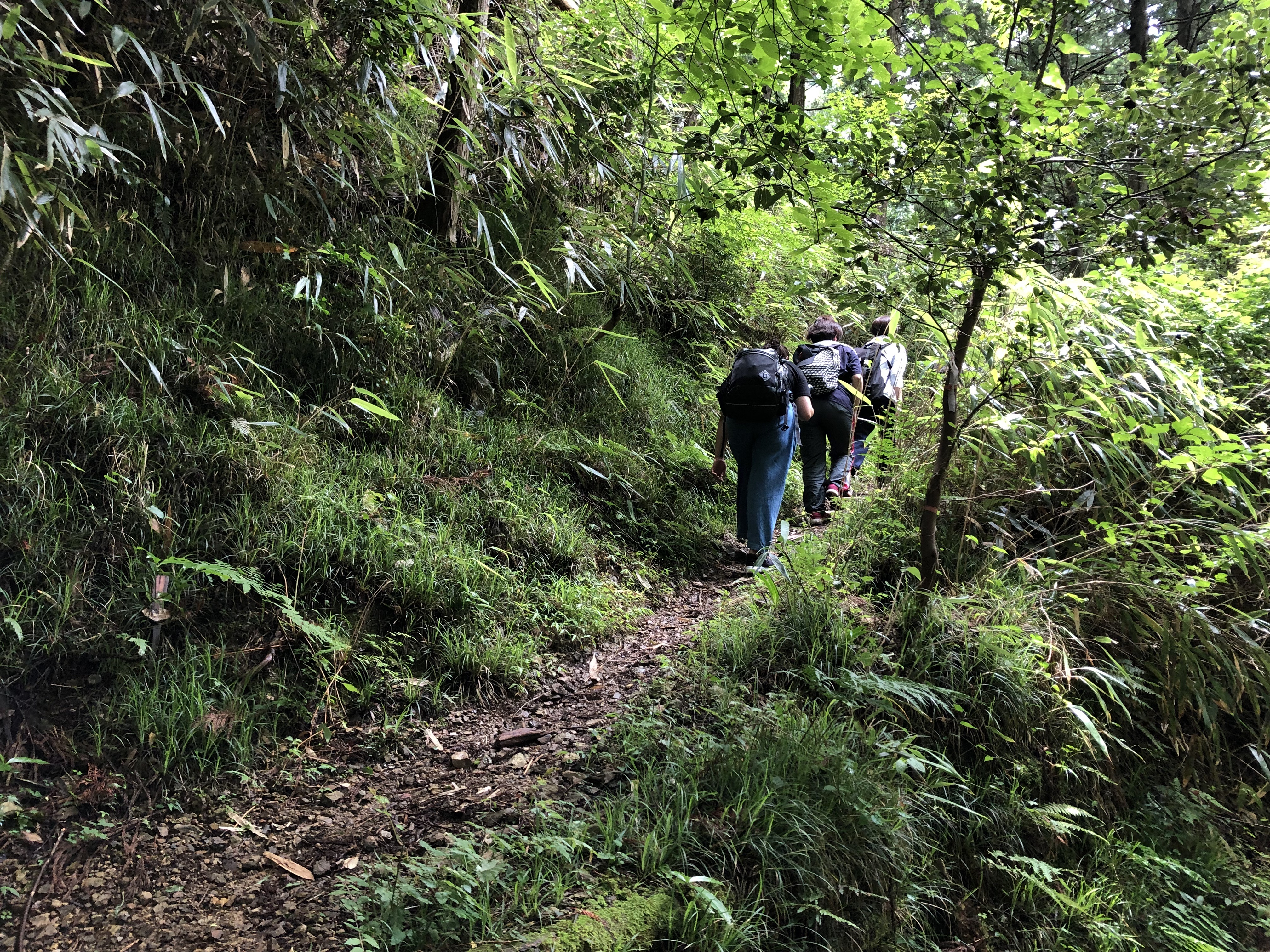
槇尾道（京大坂道）不動坂付近

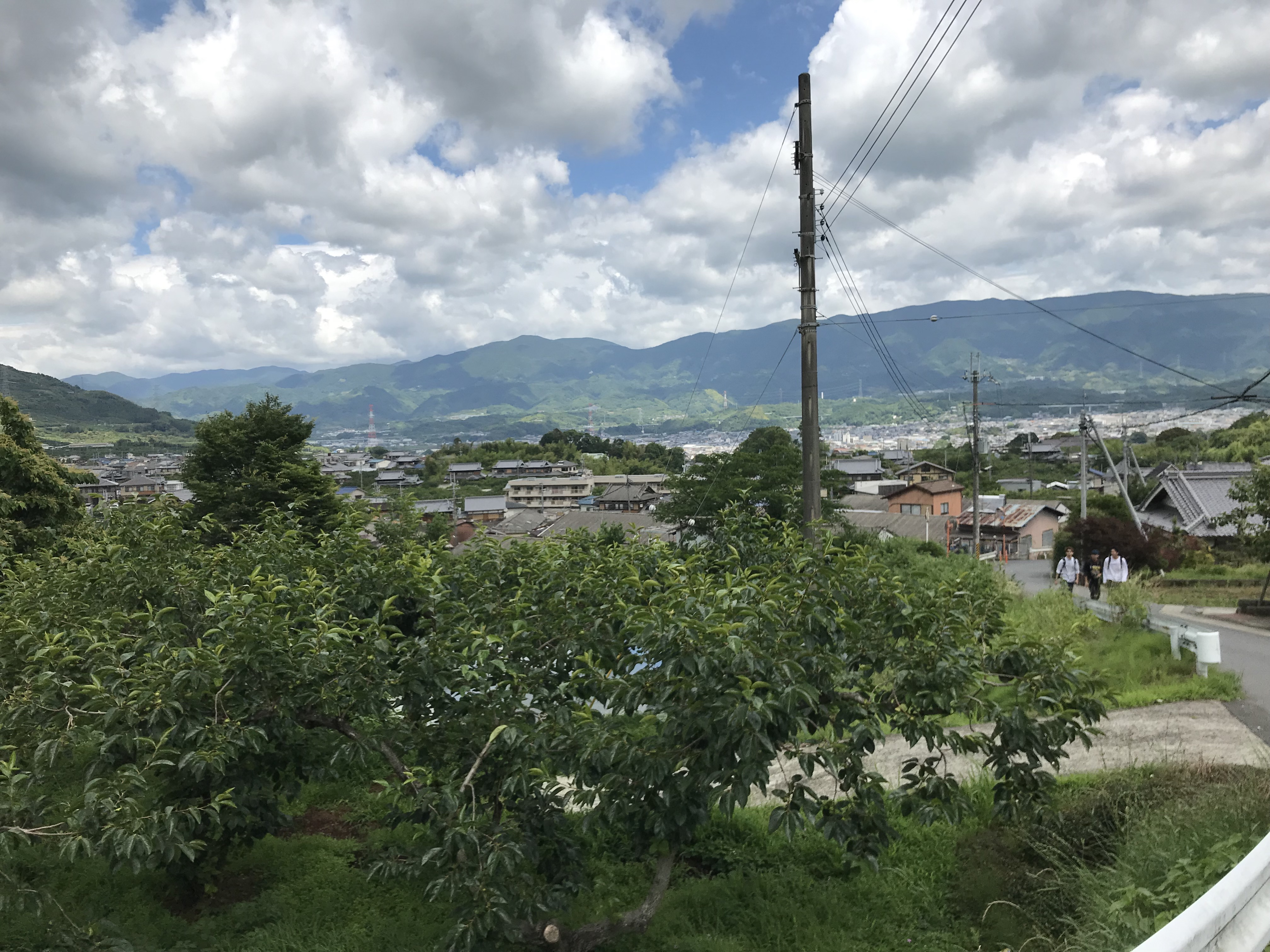
梨木峠付近

槇尾道（まきおみち）は、空海が得度した大阪府和泉市の槇尾山・槇尾寺(施福寺)を起点とし、蔵王峠、紀の川を渡り、九度山町の慈尊院、槇尾山明神社、梨木峠、椎出を通り、高野参詣道・高野七口の一つ、京大坂道と高野町神谷の旧白藤小学校付近で合流している。紀の川流域から高野山に至る参詣道として、東に清水宿からの黒河道が並走し、西に町石道が並走する。南海高野線がおおむね並走している。

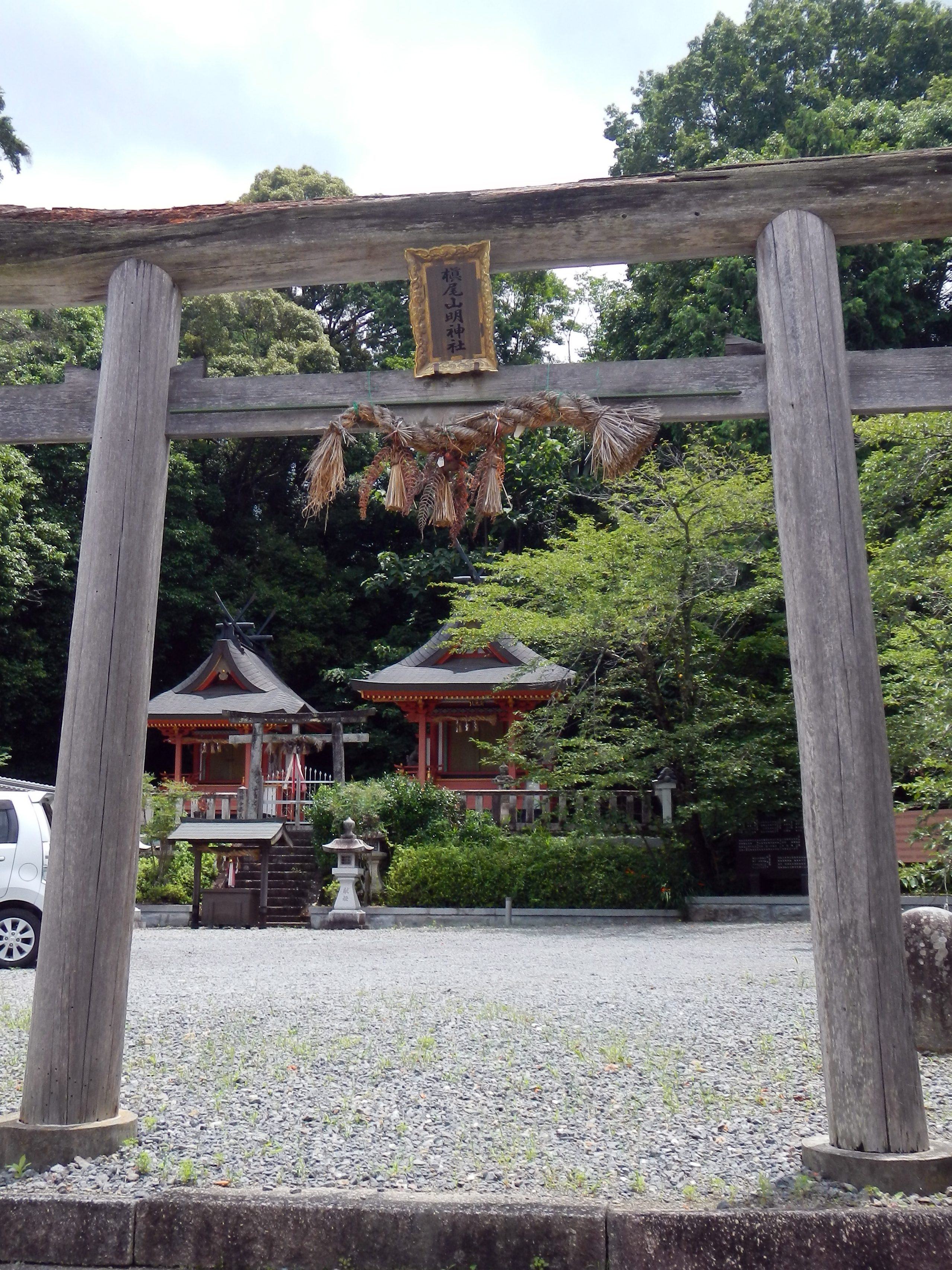
槇尾山明神社

2019年(令和元年)10月、文化庁の「歴史の道百選」に追加選定された。

## 歴史
槇尾山明神社の項目の記述によれば、弘法大師が槇尾山で修行していた頃、傍らの弁財天を信仰しており日夜お参りしていた。1924年(大正13年)に、昭和天皇・御成婚記念「槇尾道・道程標」が沿道に建てられた。

## 新高野街道（長坂街道）
1925年(大正14年)に高野下駅が高野山に最も近いターミナル駅として開業し、その後高野山まで延伸されるまでの間、駅周辺の椎出地域 から高野山への参詣道として利用され、「新高野街道」と呼ばれた。

## 沿道の主な名所
- 槇尾寺
- 慈尊院
- 槇尾山明神社
- 龍王渓
- 玉川峡
- 椎出宿
- 高野下駅
- 地蔵寺
- 椎出厳島神社
- 神谷宿
- 極楽橋駅

## 交通
- 南海高野線九度山駅から東すぐ
- 南海高野線高野下駅からすぐ
- 南海高野線極楽橋駅からすぐ